# Aesculus glabra
L'ippocastano dell'Ohio (Aesculus glabra Willd.) è un albero della famiglia delle Sapindacee, caratterizzato dalla chioma a foglie lunghe, larghe e palmate e le tipiche infiorescenze della specie riunite in pannocchie di color giallo-verde.
Endemico dell'America del Nord è uno dei simboli nazionali dello stato federato dell'Ohio.

## Descrizione
I frutti contengono acido tannico, rendendoli velenosi a bovini e persone.

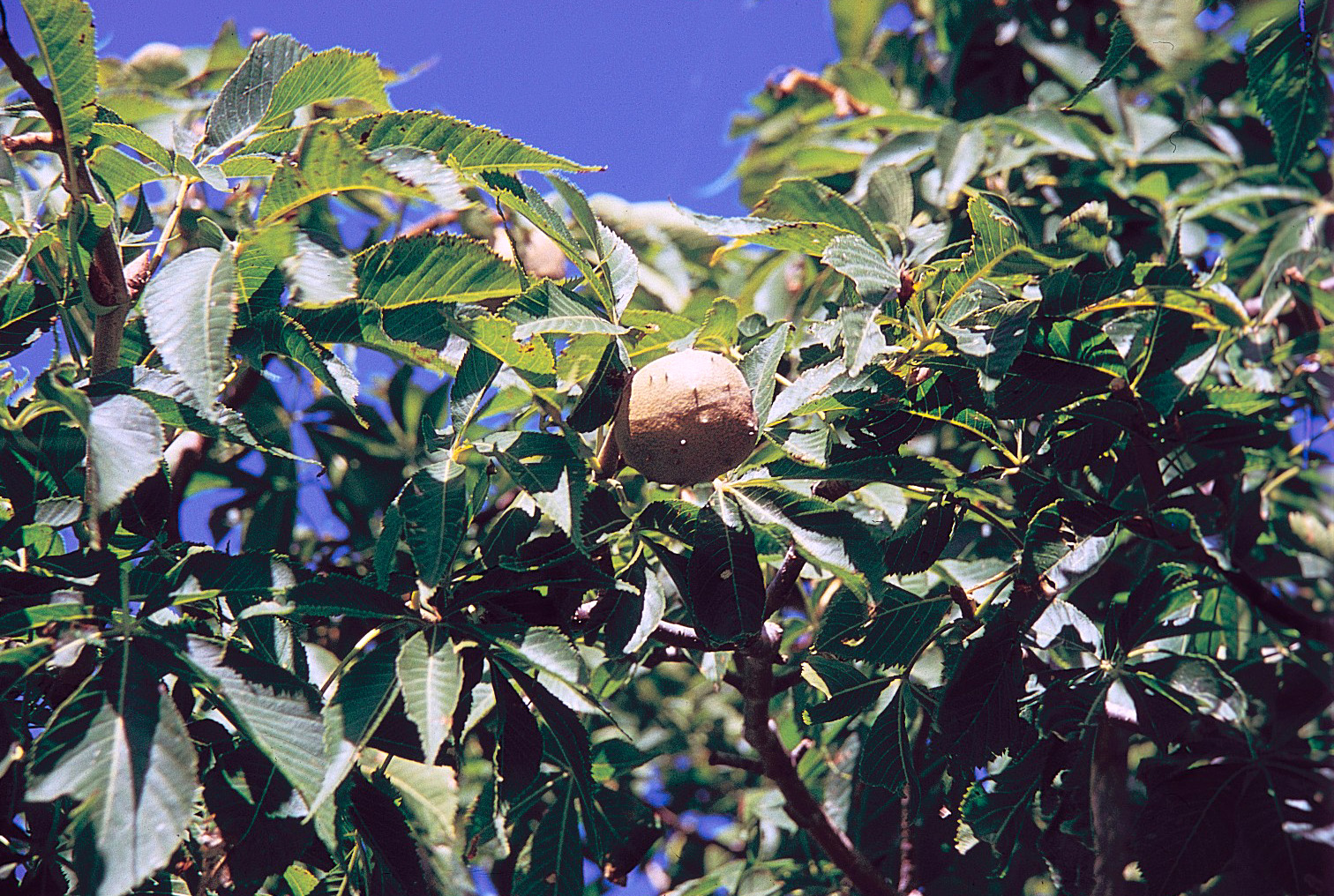
Foglie con frutto
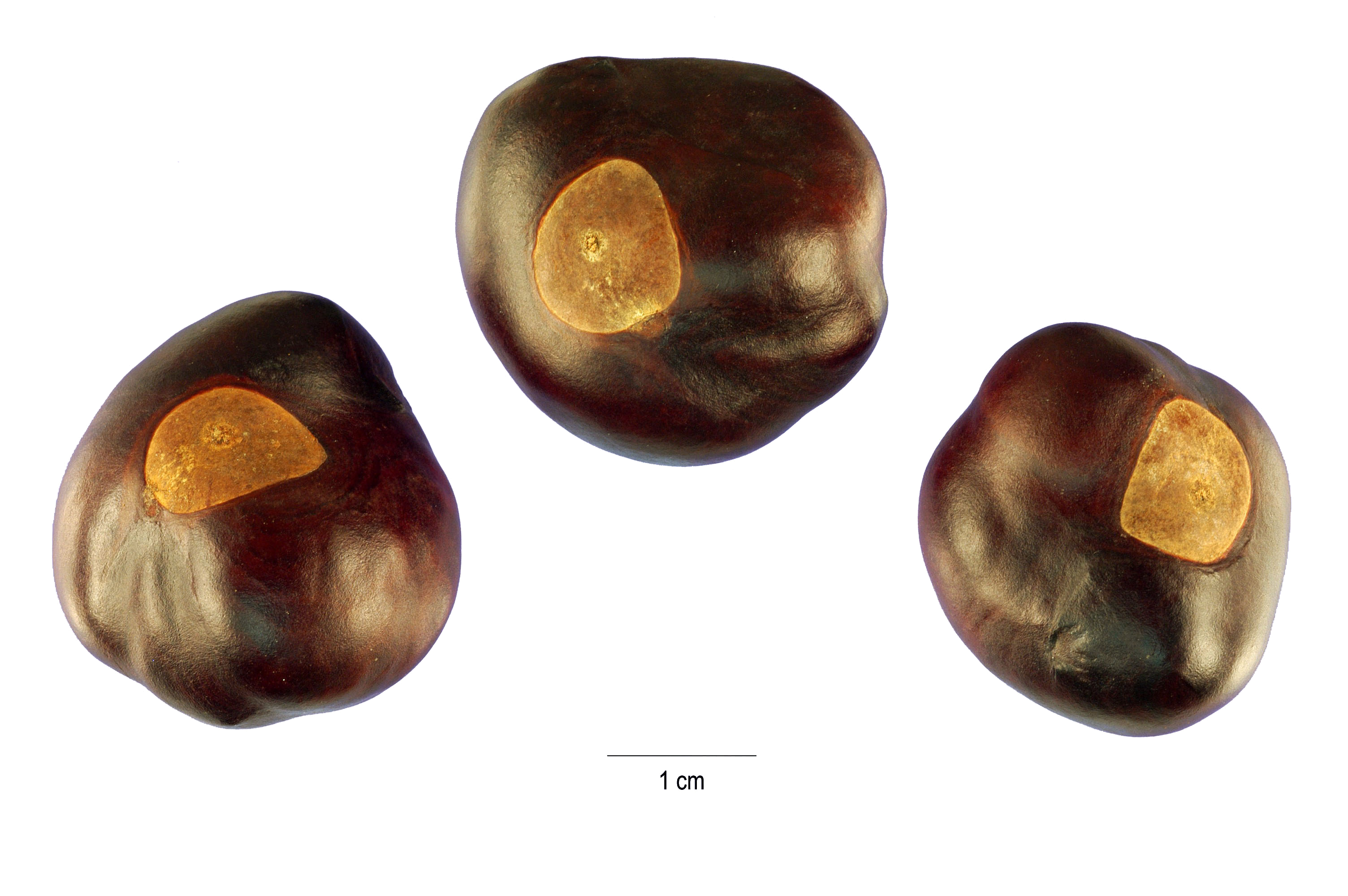
Frutti
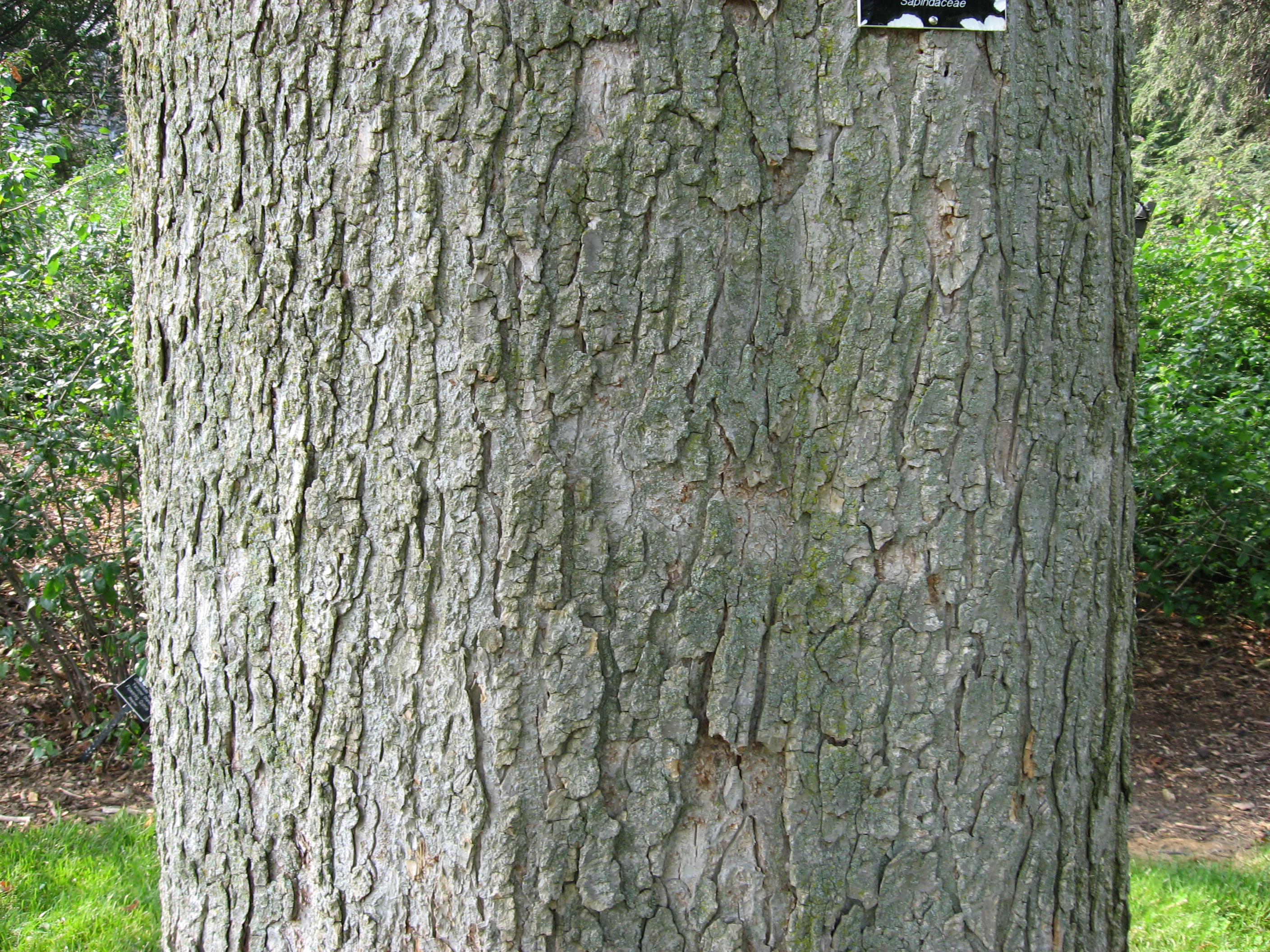
Particolare del tronco

## Distribuzione e habitat
Si trova particolarmente nelle regioni degli Stati Uniti del Midwestern, delle Grandi Pianure e del Nashville Basin. Si trova anche in alcune zone dell'Ontario, sulla Walpole Island nel Lago St. Clair.